# Johannes Wendt

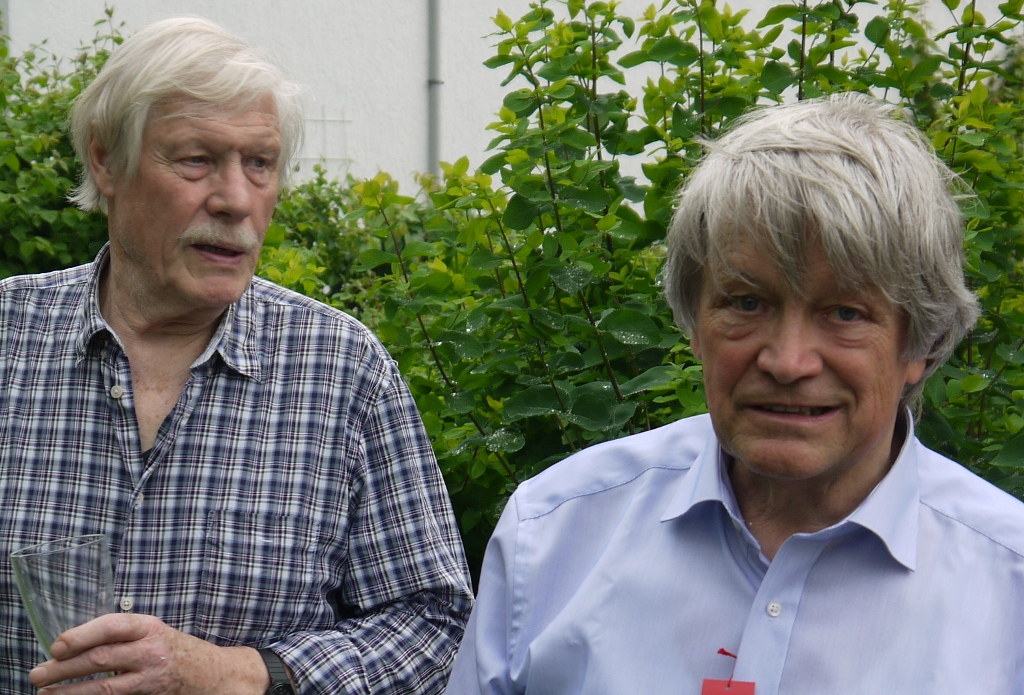
Ulrich Baehr (links) und Johannes Wendt, 2013

Johannes Wendt (* 30. Mai 1939 in Isernhagen bei Hannover) ist ein deutscher Kultur-Journalist und Moderator aus Berlin.

## Leben und Wirken
Johannes Wendt studierte Geschichte und Philosophie in Münster und Berlin und arbeitet seit den 1970er Jahren als Kulturjournalist. Bis zur Pensionierung 2004 war Wendt fester Mitarbeiter des SFB/RBB-Kulturradios und tritt bis heute weiterhin in verschiedenen journalistischen Rollen auf.
Legendär war seine wöchentliche Sendung Gulliver – Sätze und Gegensätze auf SFB 3 von 1979 bis 2001 an jedem Sonnabend von 17 bis 18 Uhr; sie hat Kultstatus erreicht und musste dem Zeitgeist weichen, der im Radio keine „stundenlangen“ Beiträge mehr zulässt.
Darüber hinaus moderierte er einschlägige Vormittagssendungen, begleitet von exklusiver klassischer Musik, und war als Gesprächsleiter, Moderator und Leiter von zahlreichen Podiumsdiskussionen öffentlich bekannt. Wendt spitzte zu, wo andere sanft zurückwichen. Er schreibt für verschiedene Periodika, Tagespresse – so 2006 für das Neue Deutschland – wie Monats-Schriften und erörtert vor allem entwicklungspolitische und kolonialhistorische Themen, zuletzt in „L’homme et la société“ (Paris, L’Harmattan, 2010), Sonderheft „Adieux aux colonialismes?“.
Johannes Wendt ist Mitglied des Dritte-Welt-Journalisten-Netzes und war bis 2009 Medien-Vertreter im Berliner Beirat für Entwicklungszusammenarbeit. Er engagierte sich bis 2012 im Stiftungsrat der Stiftung Nord-Süd-Brücken.
Wendt lebt mit seiner Frau Marei in Berlin (Schweizer Viertel); beide haben drei erwachsene Kinder.

## Sonstiges
Viele Jahre lang bis 2015 sang Wendt in der Berliner Cappella der Kerstin Behnke und war mit dem Chor weltweit (Nowosibirsk, Wisconsin und Panama) unterwegs.

## Texte
- UNCTAD – Sisyphos der Weltgemeinschaft im Schatten der Krise; Deutsche Gesellschaft für die Vereinten Nation, 28. Juli 2011[5]
- UNCTAD XIII. Tagung 2012 in: Vereinte Nationen 5/2012, S. 226 f.
- 50 Jahre Gruppe der 77. Numerisches Übergewicht, wenig Wirkung in: Vereinte Nationen 2/2014, S. 262–266
- UNCTAD XIV. Tagung 2016 in: Vereinte Nationen 5/2016, S. 229 f.
- Hauptreferat zum 9. Akademie-Gespräch „Das Radio und die Kultur“: Wider die audio-finger-food 19. Februar 2007 (Uwe Kammann im Gespräch mit Gerhart Baum, Wolfgang Hagen, Christoph Lindenmeyer und Johannes Wendt, Einführung Klaus Staeck)[6][7]
- Dreizehn Thesen zur Renaissance der politischen Kultur. „Aus Weghörern müssen wieder Zuhörer werden. Nur so kann sich ein Kulturradio auch als Fels in der Brandung neuer digitaler Massenangebote behaupten“; von Johannes Wendt, Berlin, 19. Februar 2007. in: Das ganze Werk 19. Februar 2007[3]
- Deutsche Kolonialverbrechen und die Linke in: Ästhetik und Kommunikation 144/145[8]
- Geschichte und Geschichten zu einem Gelände, das zum Ort des Gedenkens bestimmt wurde – Ein Grundstück in Mitte, darin: Ein saugfähiger Ort[7]
- Politische Weihnacht in Antike und Moderne. Richard Faber im Gespräch mit Johannes Wendt; in: Niestroj u. Pörtner (Hrsg.): Philosophie, Kunst und Wissenschaft: Gedenkschrift für Heinrich Kutzner. Königshausen und Neumann 2001
- Johannes Wendt im Gespräch mit Peter Eigen „Man muss erkennen, dass Korruption zwei Seiten hat“ Rio +10; in: eins Entwicklungspolitik 22/2002

## Auszeichnungen
- 1985: BMZ: Medienpreis Entwicklungspolitik – Das Archiv „Hörfunk“, Sonderpreis: RIAS Berlin (Michael Hase und Hanno Kremer) und Sender Freies Berlin (Johannes Wendt)[9]